# 손강 (후한)
손강(孫羌, ? ~ ?)은 중국 후한 말의 인물로, 자는 성대(聖臺)이며 양주 오군 부춘현(富春縣) 사람이다.

## 생애
손견·손정의 형이며, 손분·손보의 아버지다.
아내와 함께 일찍 죽었기 때문에 아들들은 서로 의지하며 살았다.

## 손강의 친족관계
손견 · 손정의 계보는 각 항목을 참조할 것.